# Selià
El selià o seloni és una llengua indoeuropea del grup bàltic extinta el segle xvi. Era una llengua parlada a la zona que actualment correspon al sud-est Letònia i al nord-est de Lituània; al golf de Riga i sud de Daugava, en una regió anomenada Selònia.
Els selonians, així com els zemgalians i els curonis, a partir del segle xiii va començar a perdre la seva identitat com a pobles diferenciats i van ser assimilats pels letons i pels lituans. De la seva llengua no en van deixar testimonis escrits. En resta tan sols alguns noms toponímics i alguns vestigis pel que fa al lèxic en el dialecte lituà Aukstautiskai.